# Скрипник, Лариса Григорьевна
Лариса Григорьевна Скрипник (укр. Лариса Григорівна Скрипник; 21 апреля 1921, Егоровка, Николаевская губерния — 13 августа 2004, Киев) — украинский языковед, 1974 — доктор филологических наук, 1981 — профессор.
В 1938 году поступила в Киевский государственный университет им. Т. Г. Шевченко, учебу прервала война, в октябре 1942-го добровольно ушла в ряды Красной армии.
В 1947 году окончила Киевский университет. В 1947—1949 годах преподавала украинский язык в Сумском педагогическом институте, с 1949 работает в Институте языкознания имени А. А. Потебни АН УССР. В 1952 году окончила аспирантуру в Институте языкознания.
В 1953 году защитила кандидатскую диссертацию: «Лексика и фразеология украинской советской художественно-исторической прозы».
В 1977—1983 гг. — заведовала кафедрой отраслевого библиографоведения в Киевском институте культуры. С 1984 года являлась ведущим научным сотрудником-консультантом Института языкознания, с 1991 года — Института украинского языка НАН Украины.
Сфера ее научных интересов: украинская лексикография и лексикология, лингвостилистика, ономастика, фразеология.
Написала монографии:
- 1958 — «Особенности языка и стиля украинской советской художественно-исторической прозы»,
- 1973 — «Фразеология украинского языка» (докторская диссертация).

Является соавтором и одним из редакторов:
- «Украинско-русского словаря» в 6 томах — 1953—1963,
- однотомного «Украинско-русского словаря» — 1964,
- «Словарь языка Шевченко», 2 тома −1964,
- «Словаря украинского языка» в 11 томах — 1970-80, за это награждена Государственной премией СССР 1983 года,
- словарь-справочник «Собственные имена людей» — 1986, 1996.